# Kim Wall (Leichtathletin)
Kim Wall (* 21. April 1983) ist eine ehemalige britische Sprinterin, die sich auf den 400-Meter-Lauf spezialisiert hat. Ihren größten Erfolg feierte sie mit dem Gewinn der Bronzemedaille in der 4-mal-400-Meter-Staffel bei den Hallenweltmeisterschaften 2010 in Doha.

## Sportliche Laufbahn
Erste Erfahrungen auf Wettkämpfen internationaler Ebene sammelte Kim Wall bei den 1999 erstmals ausgetragenen Jugendweltmeisterschaften in Bydgoszcz, bei denen sie mit 24,30 s im Halbfinale im 200-Meter-Lauf ausschied. Anschließend schied sie bei den Junioreneuropameisterschaften in Riga mit 24,14 s im Vorlauf über 200 Meter aus und belegte mit der britischen 4-mal-400-Meter-Staffel in 3:36,62 min den vierten Platz. 2000 siegte sie in 54,61 s im 400-Meter-Lauf bei den Commonwealth Youth Games in Edinburgh und anschließend belegte sie bei den Juniorenweltmeisterschaften in Santiago de Chile in 24,46 s den achten Platz über 200 Meter und siegte mit der Staffel in 3:33,82 min. Im Jahr darauf gewann sie bei den Junioreneuropameisterschaften in Grosseto in 53,52 s die Bronzemedaille über 400 Meter und siegte mit der Staffel in 3:34,63 min. 2002 schied sie bei den Juniorenweltmeisterschaften in Kingston mit 54,05 s im Halbfinale über 400 Meter aus und sicherte sich im Staffelbewerb in 3:30,46 min die Silbermedaille. Im Jahr darauf gewann sie mit der Staffel in 3:30,44 min die Silbermedaille bei den U23-Europameisterschaften in Bydgoszcz hinter dem russischen Team und 2005 schied sie bei den Halleneuropameisterschaften in Madrid mit 53,02 s im Vorlauf über 400 Meter aus. Im Juli belegte sie bei den U23-Europameisterschaften in Erfurt in 52,84 s den sechsten Platz über 400 Meter und gewann mit der Staffel in 3:31,64 min erneut die Silbermedaille hinter dem russischen Team und mit der 4-mal-100-Meter-Staffel wurde sie disqualifiziert. Anschließend schied sie bei der Sommer-Universiade in Izmir mit 24,31 s im Halbfinale über 200 Meter aus. Im Jahr darauf schied sie bei den Commonwealth Games in Melbourne mit 53,75 s im Semifinale über 400 Meter aus und gewann mit der englischen 4-mal-100-Meter-Staffel in 43,63 s gemeinsam mit Anyika Onuora, Laura Turner und Emma Ania die Silbermedaille hinter dem jamaikanischen Team. Zudem wurde sie mit der 4-mal-400-Meter-Staffel disqualifiziert.
2007 gewann sie bei den Halleneuropameisterschaften in Birmingham in 3:28,69 min die Bronzemedaille in der 4-mal-400-Meter-Staffel gemeinsam mit Emma Duck, Nicola Sanders und Lee McConnell hinter den Teams aus Belarus und Russland. 2009 gewann sie bei den Halleneuropameisterschaften in Turin in 3:30,42 min gemeinsam mit Donna Fraser, Vicki Barr und Marilyn Okoro die Silbermedaille hinter dem russischen Team und im Jahr darauf sicherte sie sich bei den Hallenweltmeisterschaften in Doha in 3:30,29 min gemeinsam mit Vicki Barr, Perri Shakes-Drayton und Lee McConnell die Bronzemedaille hinter den Teams aus den Vereinigten Staaten und Tschechien. 2012 bestritt sie ihre letzte Wettkampfsaison und beendete daraufhin ihre aktive sportliche Karriere im Alter von 29 Jahren.
In den Jahren 2005 und 2010 wurde Wall britische Hallenmeisterin im 400-Meter-Lauf.

## Persönliche Bestleistungen
- 200 Meter: 23,60 s (+1,6 m/s), 29. Mai 2005 in Bedford
  - 200 Meter (Halle): 24,52 s, 16. Januar 1999 in Birmingham
- 400 Meter: 52,11 s, 7. Juni 2008 in Chania
  - 400 Meter (Halle): 53,02 s, 4. März 2005 in Madrid